# Edmé Bouchardon
Edmé Bouchardon (29 de maio de 1698 - 27 de julho de 1762) foi um escultor e desenhista francês, considerado o maior escultor de sua geração.

## Vida
Nasceu em Chaumont, filho de Jean-Baptiste Bouchardon, também escultor. Estudou com Guillaume Coustou. Em 1722 recebeu o Prêmio de Roma, indo estudar na capital italiana, onde permaneceu por dez anos. Ali realizou um notável busto do Papa Bento XIII.
Voltando à França, foi designado escultor do rei em 1732, eleito para a Academia em 1744, e por fim indicado como professor da Academia em 1745. Criou em 1746 sua primeira obra-prima, o Cupido talhando um arco da clava de Hércules. Outra de suas obras é a fonte na Rue de Grenelle, em Paris, completada em 1740. Talvez sua melhor criação tenha sido a estátua equestre de Luís XV, considerada a melhor obra do seu tipo jamais produzida na França, ainda que o artista só tenha podido finalizar o seu modelo, morrendo antes de realizá-la no material definitivo. Jean-Baptiste Pigalle ficou encarregado de terminar a obra, infelizmente destruída na Revolução Francesa.
Durante cerca de 25 anos Bouchardon foi o responsável pelo desenho dos jetons e medalhas distribuídos pelo rei por ocasião das festas de fim de ano. Estes desenhos estão hoje preservados em museus franceses.
Sua obra resistiu à tendência barroquizante da época e permaneceu fiel aos princípios do classicismo, sendo notáveis pela graça e pelo esmerado acabamento da superfície do mármore.

## Escultura

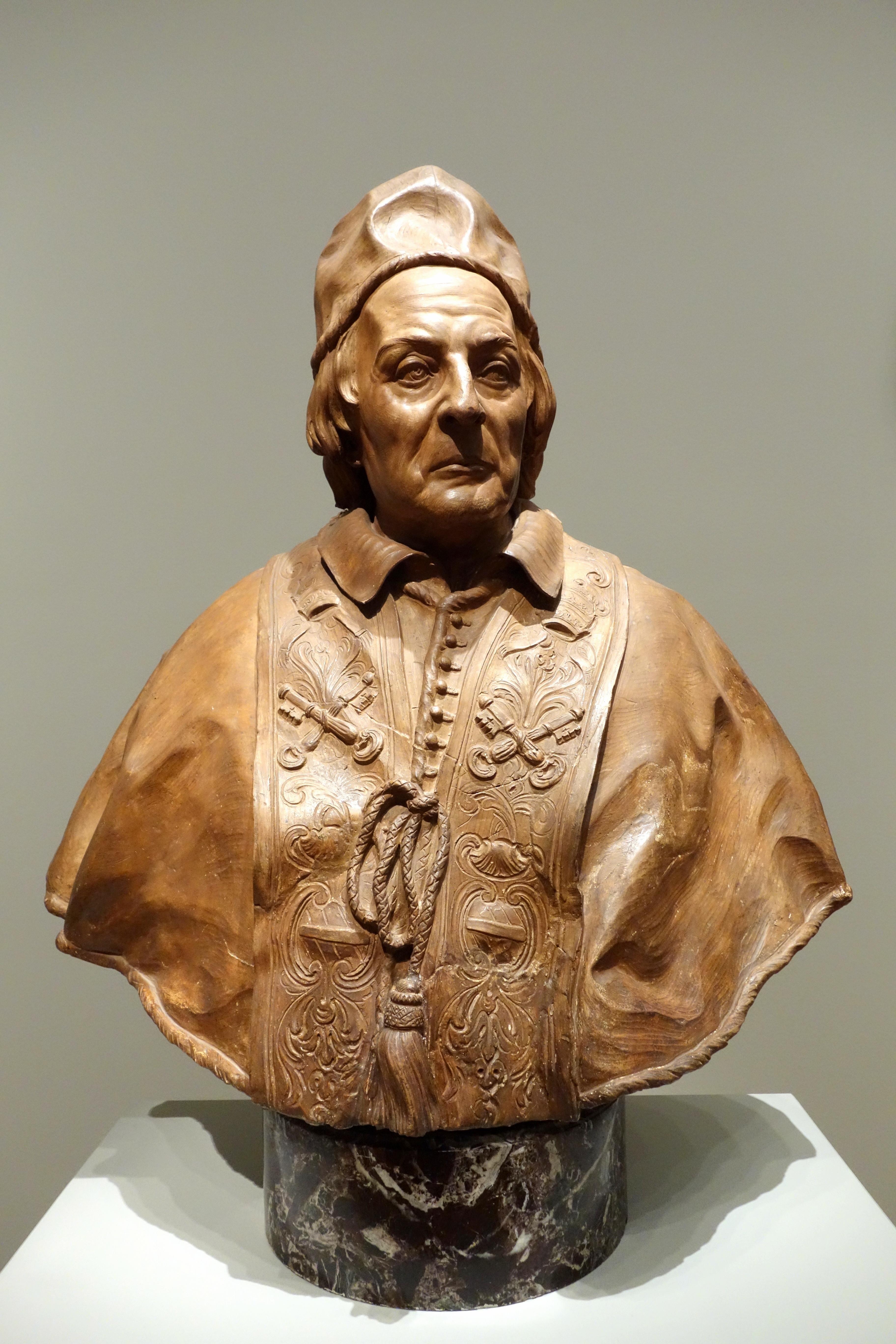
Busto do Papa Clemente XII, gesso e terracota (após 1730) Califórnia Palácio da Legião de Honra
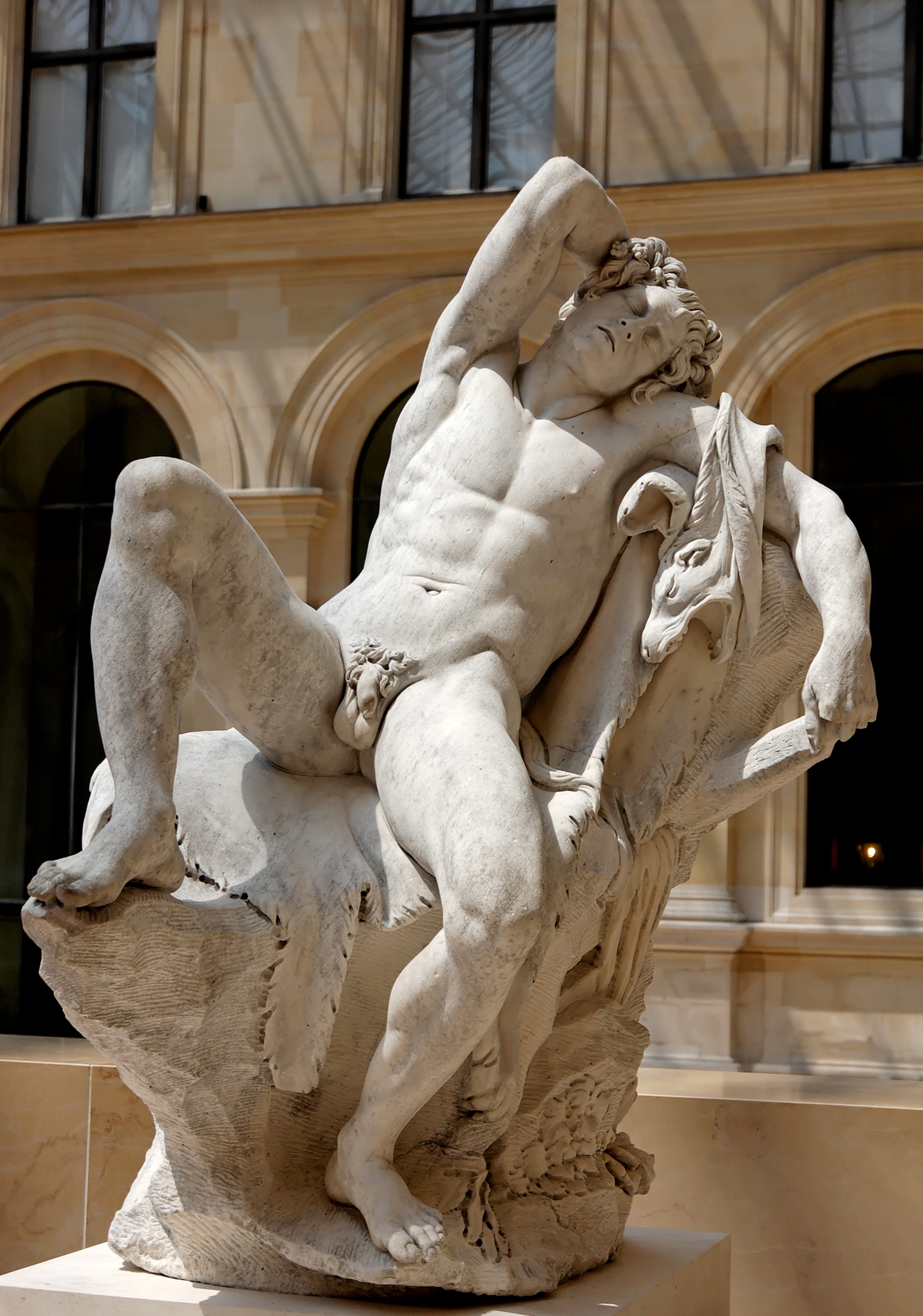
Cópia do Fauno Barberini em Roma feita por Bouchardon, Louvre (1732)
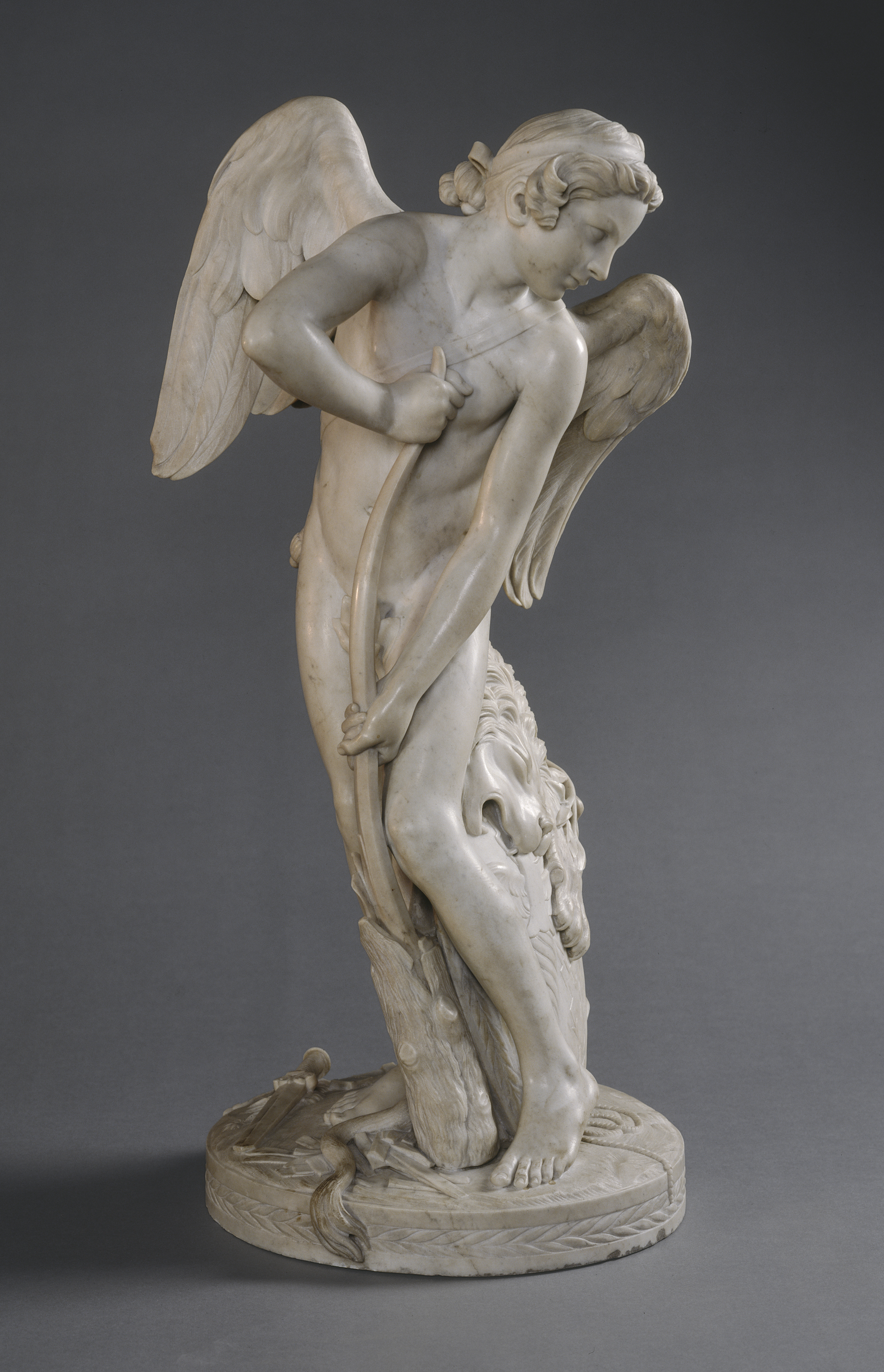
Edme Bouchardon, Cupido, 1744, National Gallery of Art
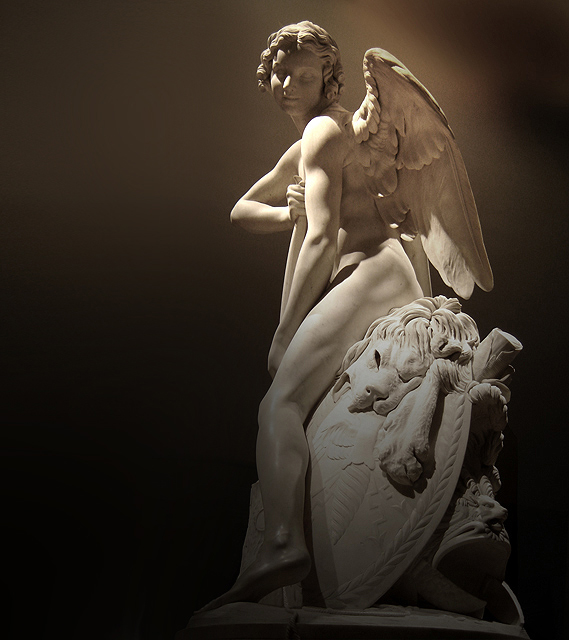
Amor Moldando um Arco após o Clube de Hércules, 1750, Louvre
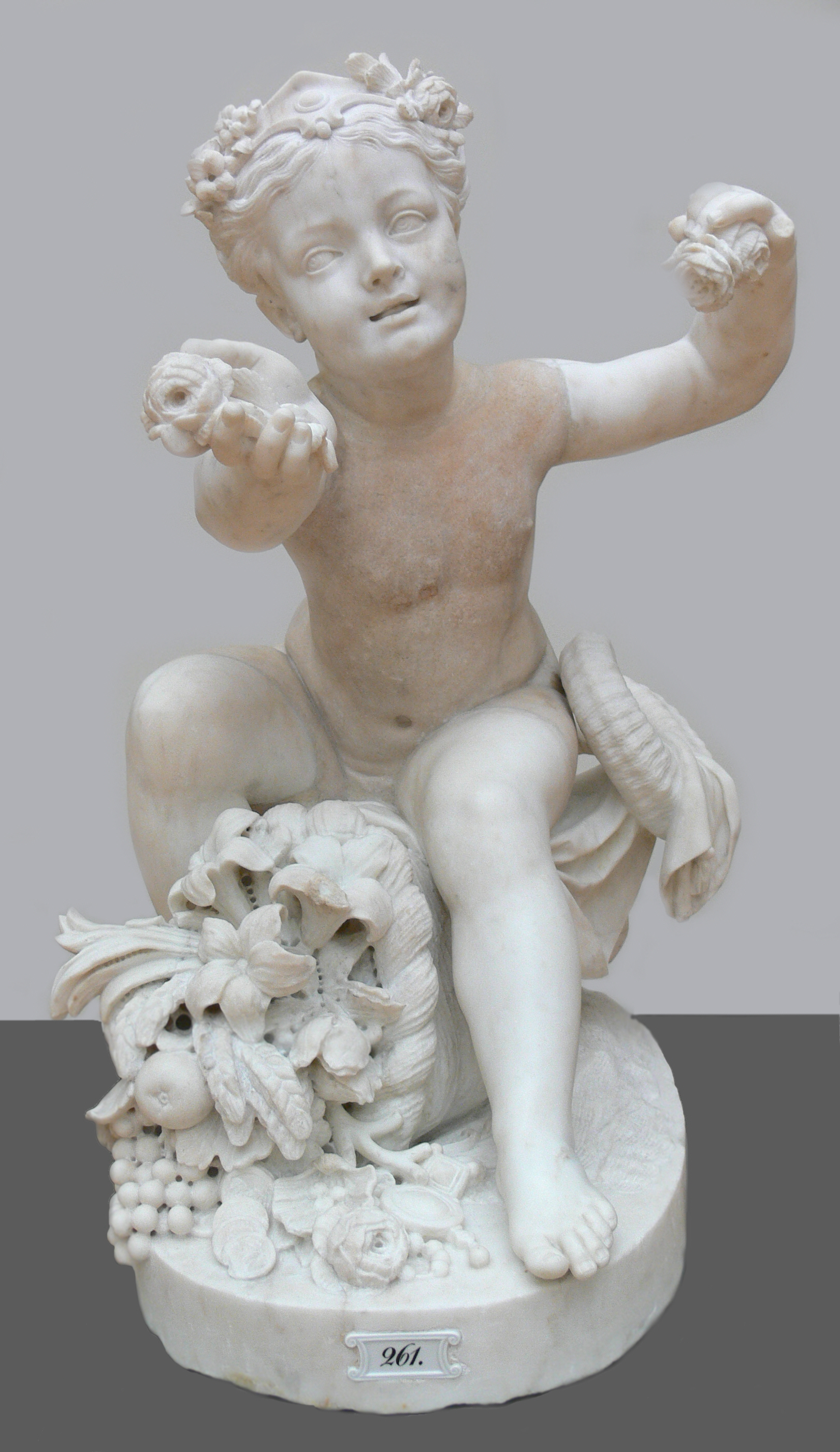
Gênio da Abundância, 1731; 1731; Bode Museum
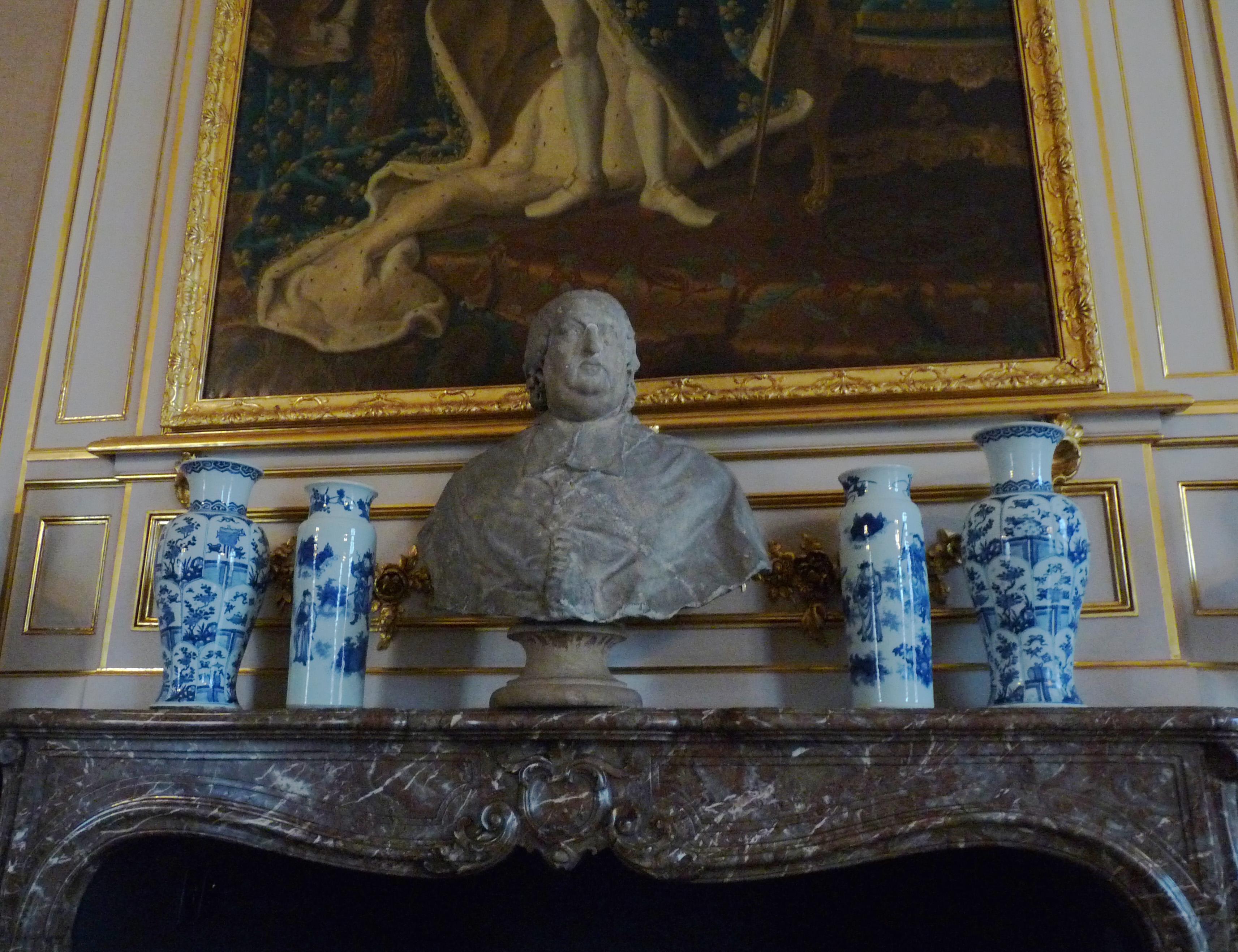
Armand Gaston Maximilien de Rohan, busto na biblioteca do Palais Rohan, Estrasburgo (depois de 1730)
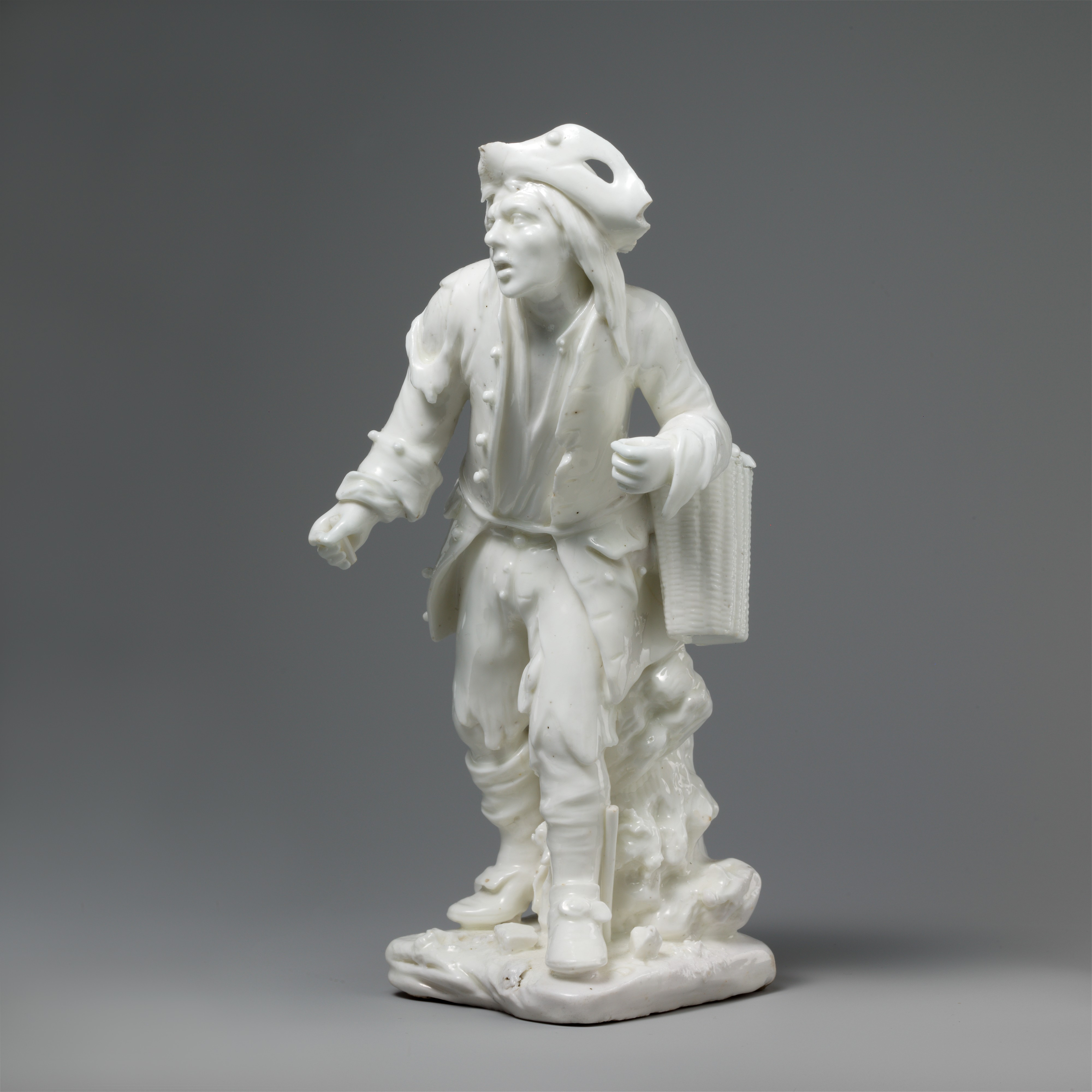
Figura de porcelana de um vendedor ambulante (1750-60)
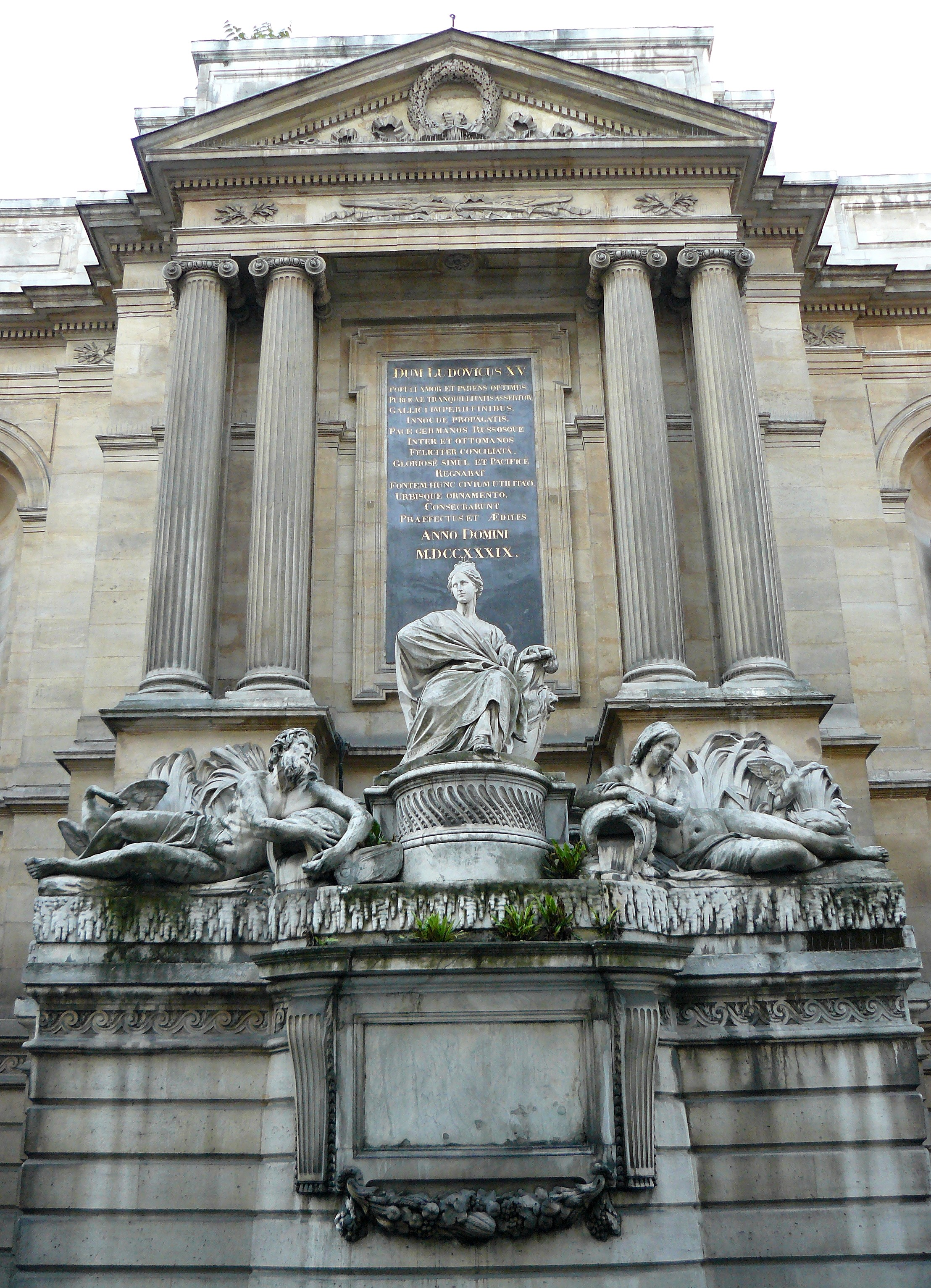
Fontaine des Quatre-Saisons, Paris (concluída em 1745)
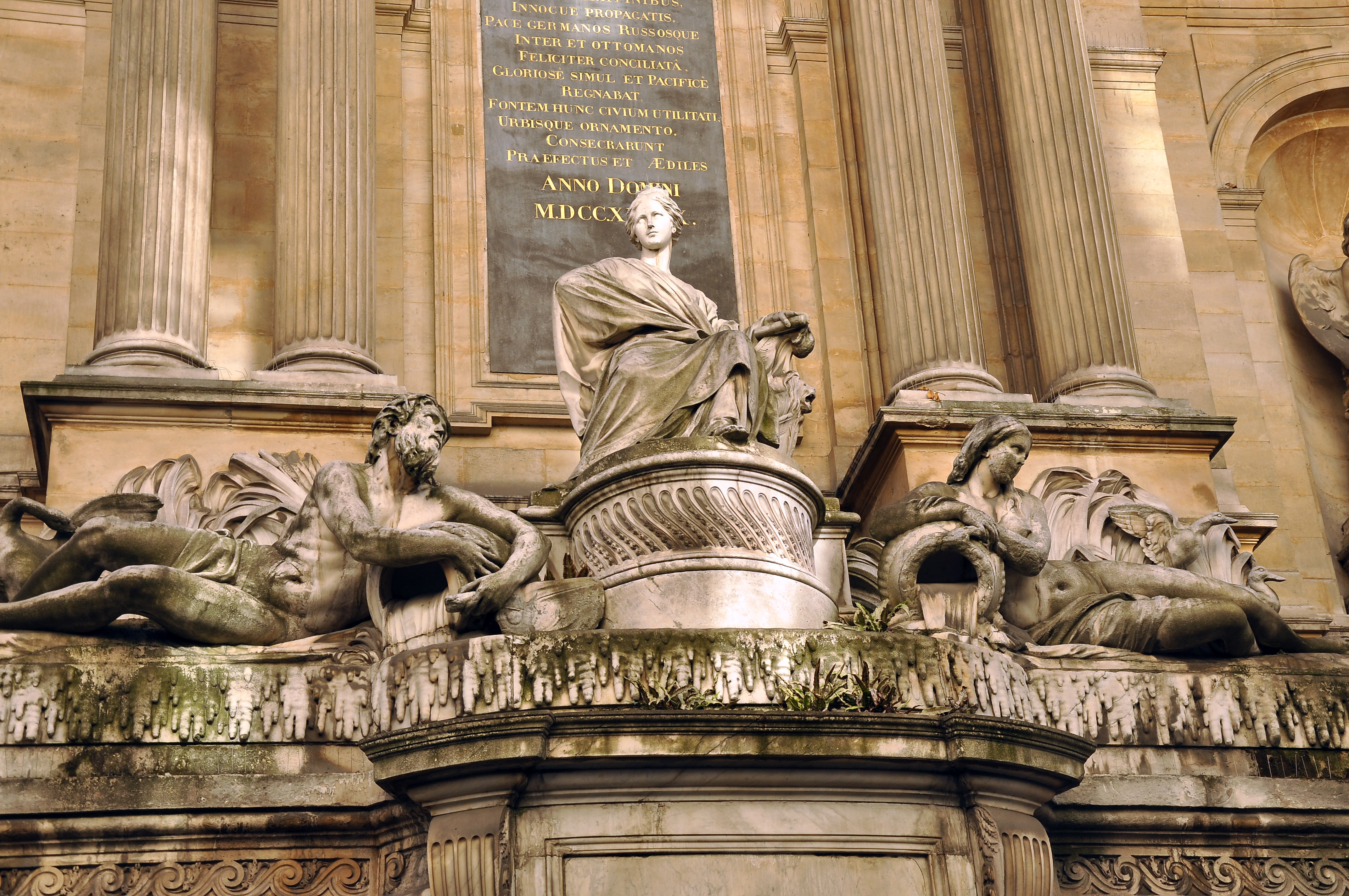
Porção central da Fontaine des Quatre-Saisons (1745)
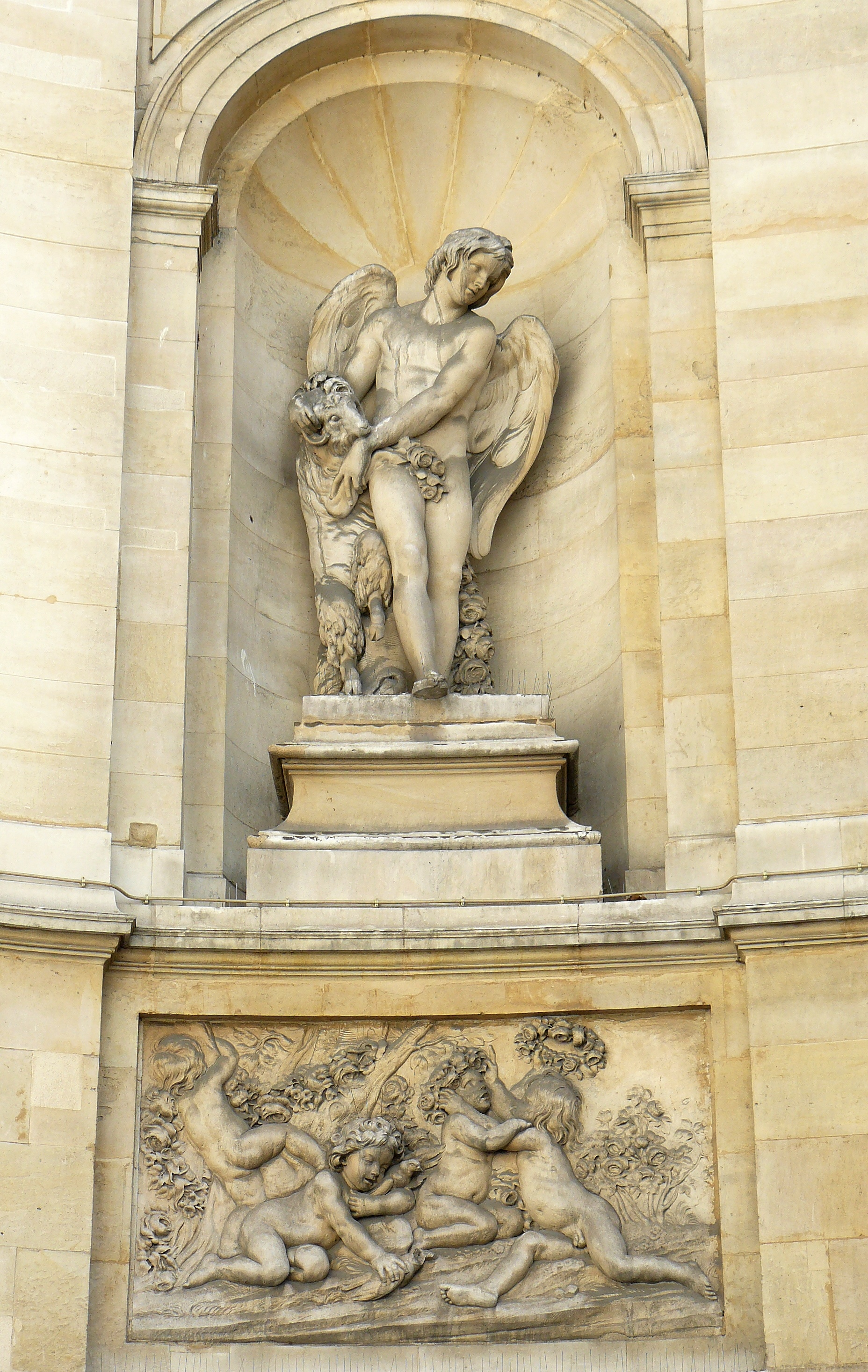
Detalhe da Fontaine des Quatre-Saisons, Paris (concluída em 1745) (Primavera)
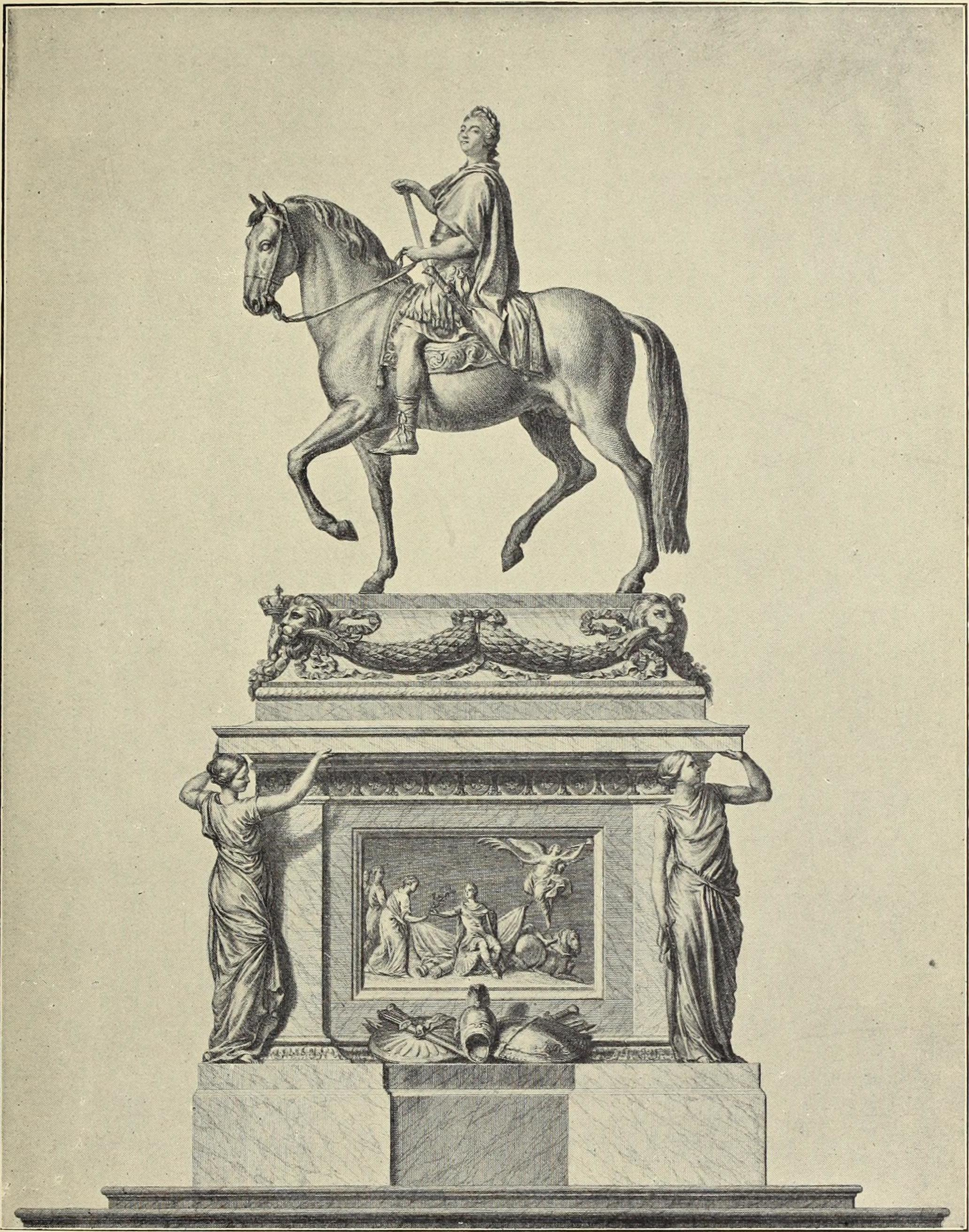
A estátua equestre acabada de Luís XV para a Place Louis XV, completada por Jean-Baptiste Pigalle (1762)

## Desenhos e gravuras
Bouchardon era particularmente hábil em desenhar, e produziu duas séries de desenhos de trabalhadores nas ruas de Paris. Seus desenhos, feitos com giz sanguinário ou avermelhado, foram originalmente usados para fazer uma série de esculturas menores de cerâmica de personagens parisienses, como vendedores ambulantes (veja galeria). Mais tarde, eles foram transformados em uma série de gravuras pela historiadora e gravurista Anne Claude de Caylus, sob o título Estudos feitos da Classe Baixa ou os Gritos de Paris. Estes tornaram-se uma fonte de informação muito valiosa para historiadores sociais posteriores.

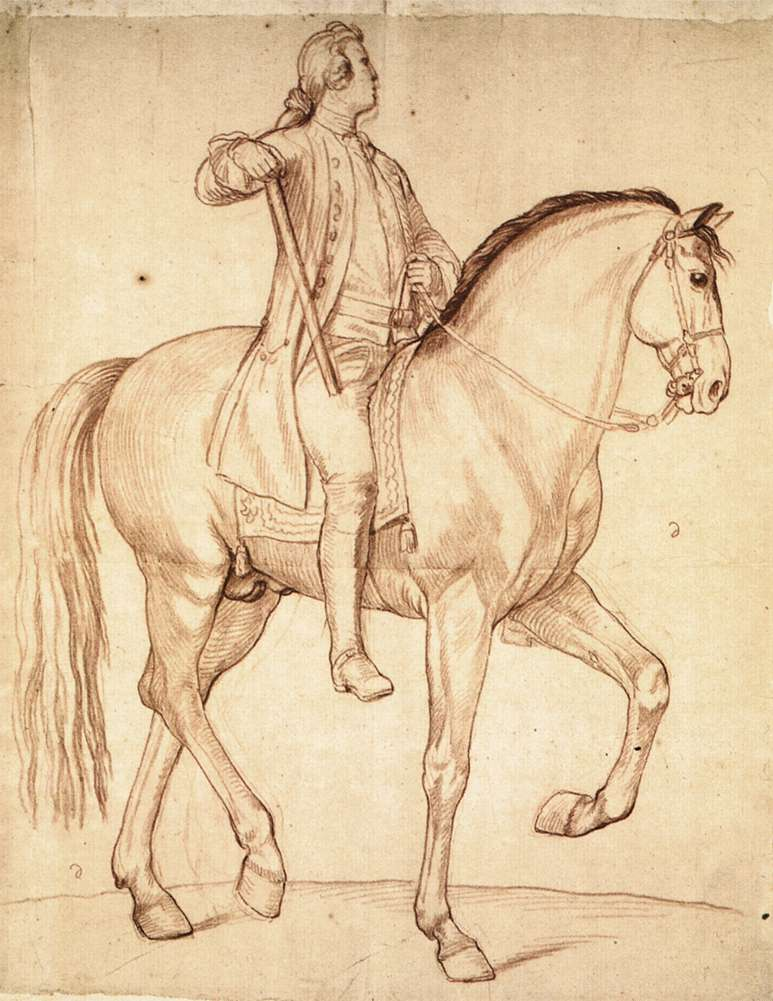
Estudo para a estátua equestre de Luís XV, c. 1750, Louvre
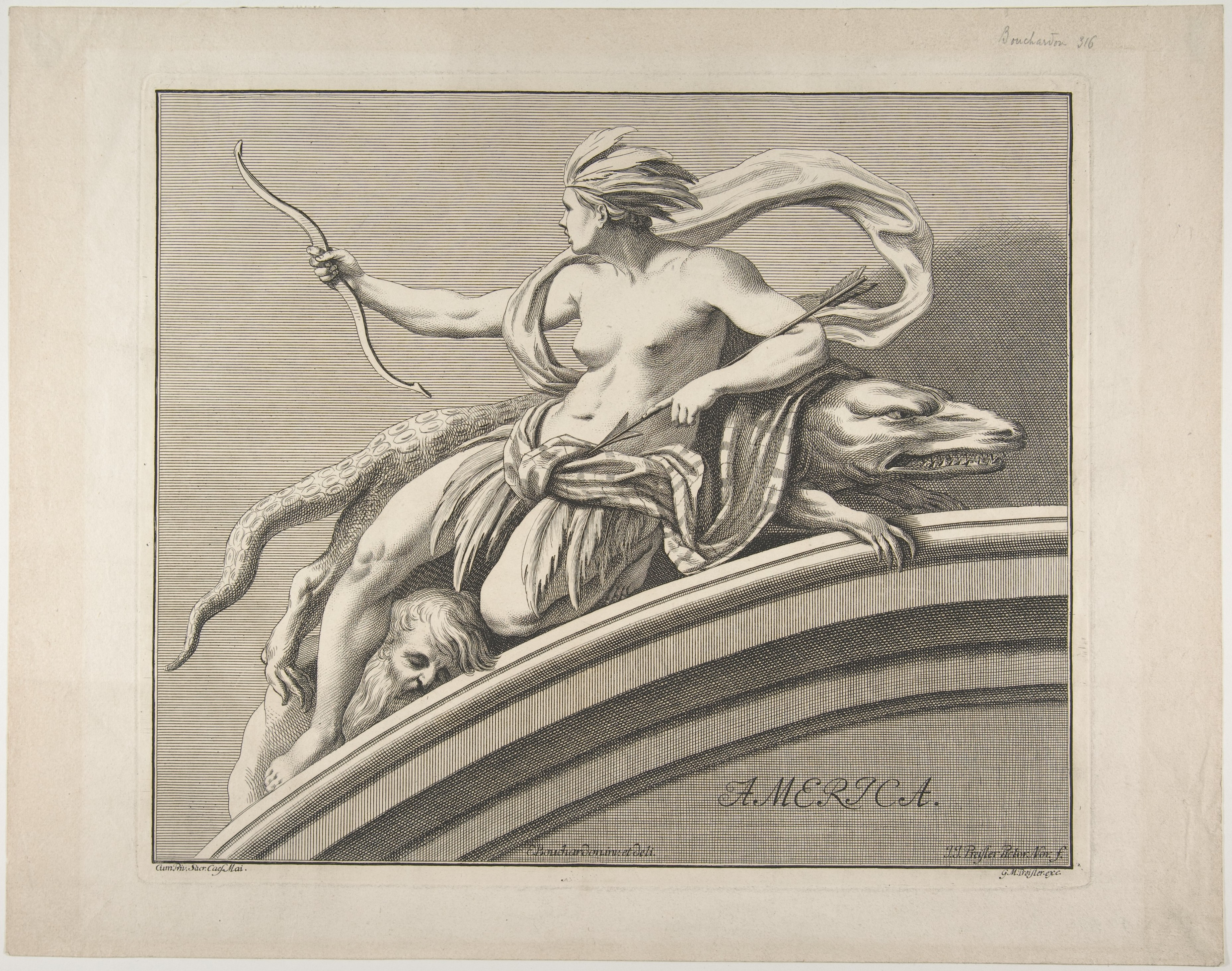
Impressão do continente América após um desenho de Bouchardon para um projeto escultórico, (Metropolitan Museum of Art)
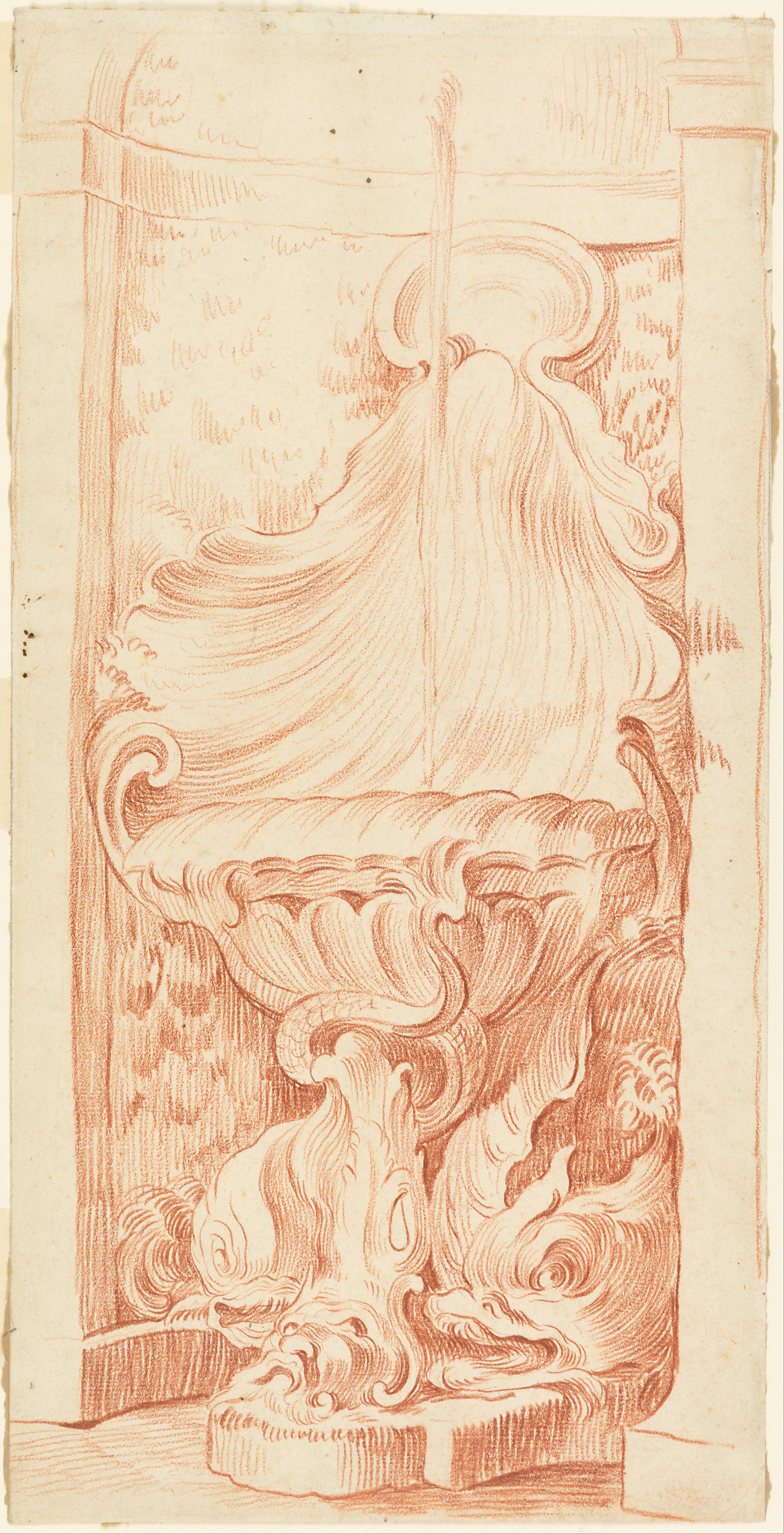
Projeto para Fonte em Nicho, c. 1735, Cooper–Hewitt, National Design Museum
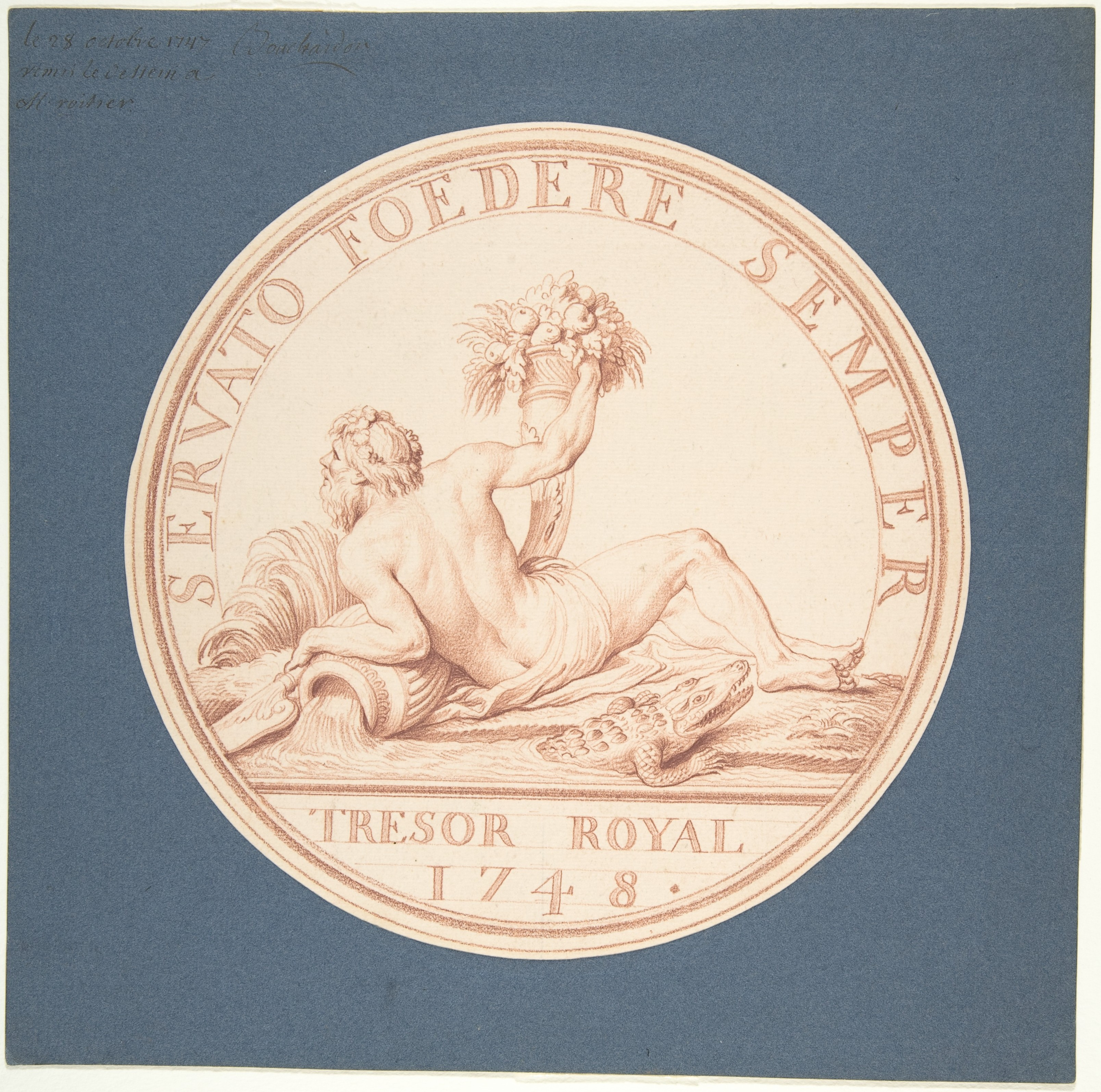
Design para um jeton real, ou símbolo comemorativo (1748)
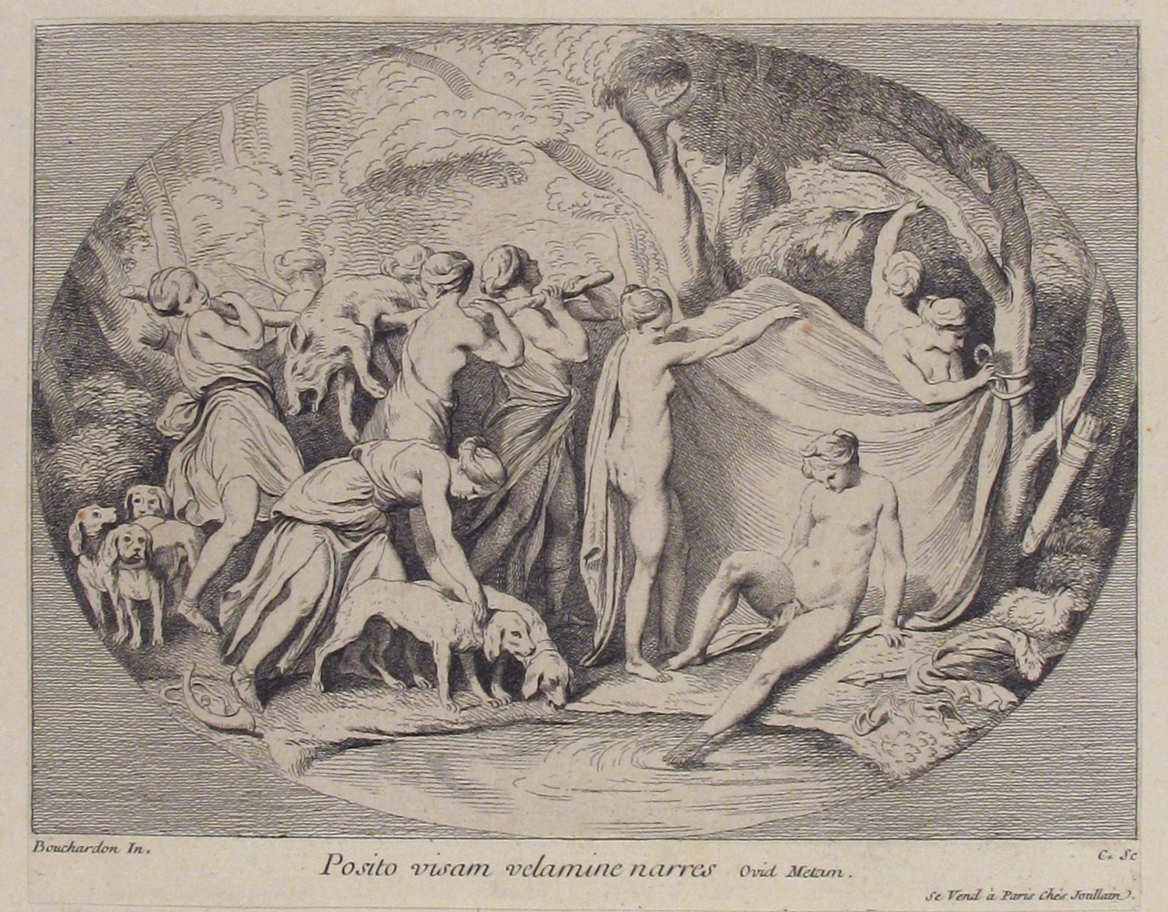
Diana no Banho depois de Voltar da Caçada (1730–60), Metropolitan Museum of Art
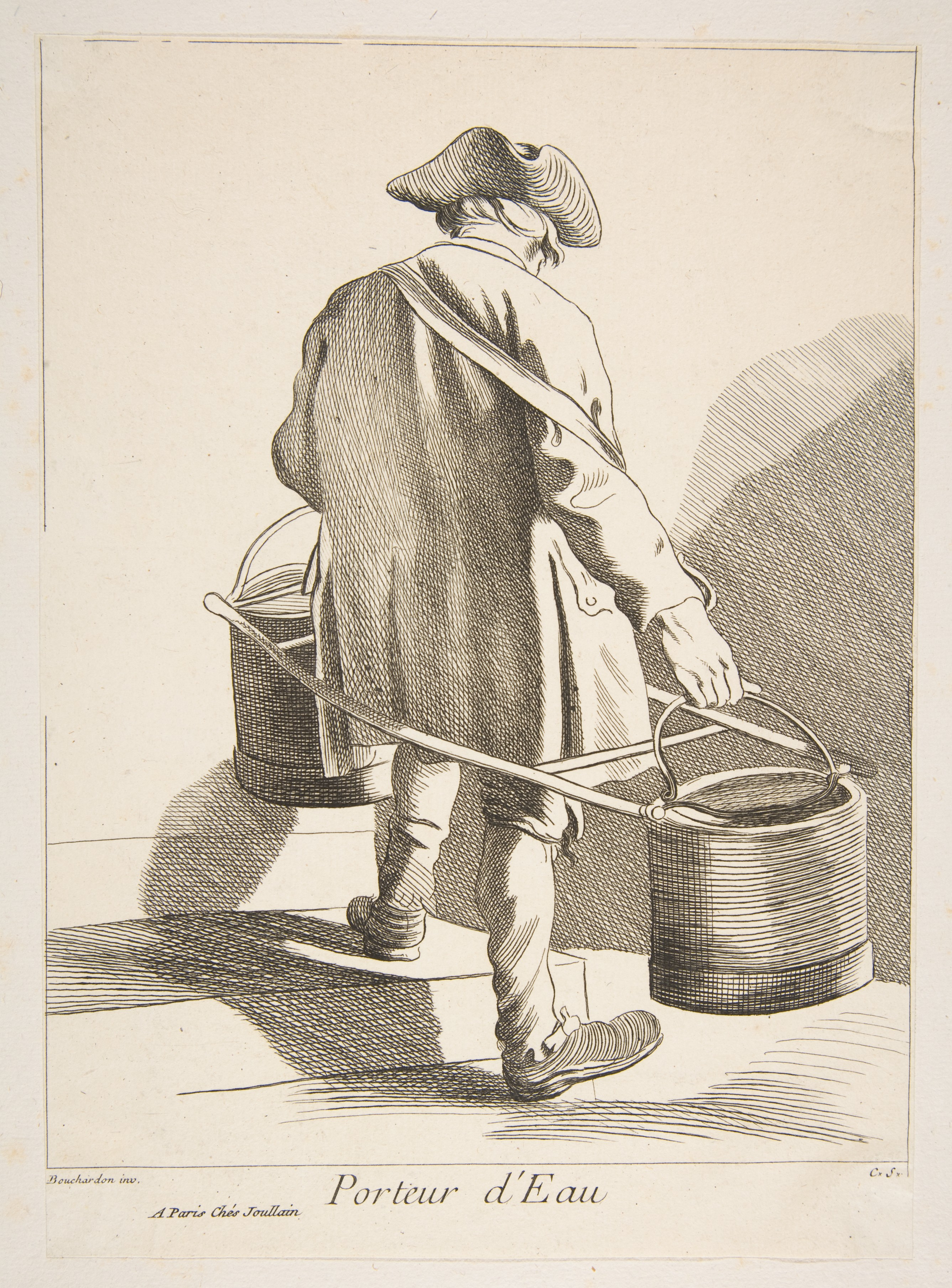
Um carregador de água (1742), Metropolitan Museum of Art
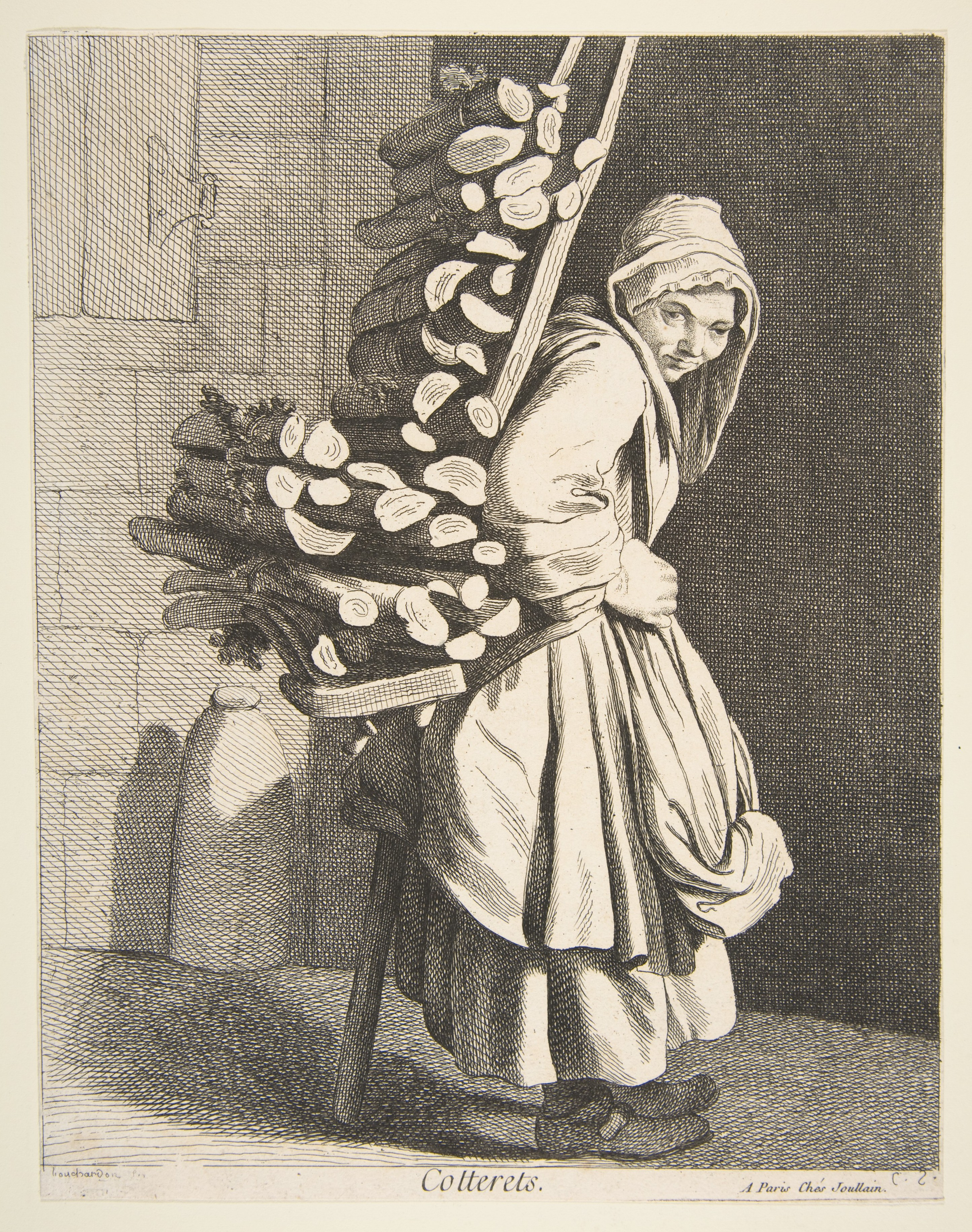
Um vendedor de lenha em Paris (1748), Metropolitan Museum of Art
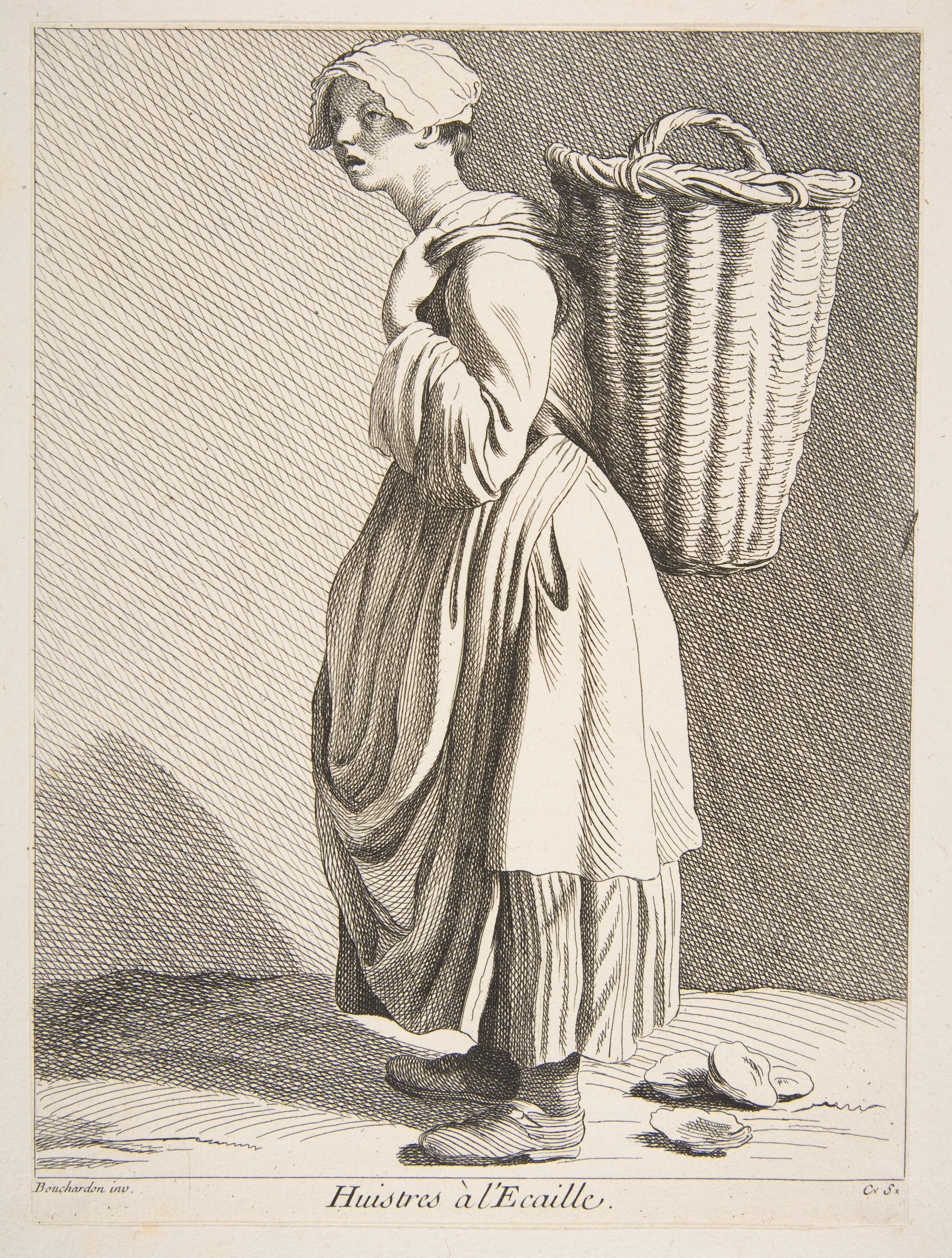
Vendedor de ostras em Paris (1738), Metropolitan Museum of Art